# Харківський національний університет внутрішніх справ
Харківський національний університет внутрішніх справ — заклад вищої освіти системи МВС України, заснований 22 листопада 1994 року.

## Історія
Червень 1921 року — Школа професійної підготовки працівників міліції (створена на базі Харківської губернської школи міліції)
Листопад 1922 року — Харківська школа міліції перетворена в республіканську (в той час Харків був столицею УРСР)
Надалі це були курси для начальників міліції, волосних та сільських працівників, курси червоних міліціонерів Харківської губернії, курси з підготовки командного складу міліції, Всеукраїнська школа командного складу міліції та розшуку, Школа старшого комскладу міліції УРСР, Школа робітничо-селянської міліції, Міжобласний навчальний пункт міліції тощо.
Липень 1970 року — Міжобласна школа міліції підготовки молодшого та середнього начальницького складу
Жовтень 1983 року — Харківські Вищі курси МВС СРСР
Листопад 1990 року — Спеціальний Факультет МВС при Українській юридичній академії
Січень 1992 року — Харківський інститут внутрішніх справ
Листопад 1994 року — Харківський університет внутрішніх справ
Березень 2001 року — Національний університет внутрішніх справ
Вересень 2005 — Харківський національний університет внутрішніх справ

## Керівництво
- Ректор університету, генерал поліції третього рангу, Заслужений юрист України, член-кореспондент Національної академії правових наук України, доктор юридичних наук, професор — Сокуренко Валерій Васильович.
- Перший проректор державного університету доктор юридичних наук, доцент, підполковник поліції — Василенко Віктор Михайлович.
- Проректор державного університету, доктор юридичних наук, професор, полковник поліції — Бортник Сергій Миколайович.
- Проректор державного університету, Заслужений юрист України, доктор юридичних наук, професор, полковник поліції — Музичук Олександр Миколайович.
- Проректор державного університету, доктор юридичних наук, професор — Бурдін Михайло Юрійович.

## Ректори
- Бандурка Олександр Маркович (1994 —2003 , 2010 —2012 ) [4].
- Ярмиш Олександр Назарович (2003 —2005 ).
- Підюков Петро Павлович (2005 —2007 ).
- Пономаренко Ганна Олександрівна (2007 —2010 ) [5].
- Гусаров Сергій Миколайович (2012 —2015 ) [6].
- Швець Дмитро Володимирович (2019 — 2020 рр.[7]).
- Сокуренко Валерій Васильович (2015 —2019 , 2020 —) [8].

## Діяльність
В університеті готують фахівців за державним замовленням і госпрозрахункових засадах на денній, заочній та дистанційній формах навчання в галузях права, цивільної безпеки, управління та адміністрування, соціальних та поведінкових наук, інформаційних технологій. Діють шість факультетів із наданням ступенів вищої освіти «бакалавр» і «магістр».
Заняття з курсантами, студентами та слухачами проводять 59 докторів наук і професорів, 310 кандидатів наук і доцентів. Працюють 30 кафедр, 2 науково-дослідні лабораторії, створено власні наукові школи, які займають провідні позиції в науковому середовищі та кожна з яких має значні здобутки.
ХНУВС став одним із базових відомчих навчальних закладів у реалізації проєкту «Моя нова поліція» і продовжує брати участь у започаткованих МВС України програмах підготовки та перепідготовки кадрів для Національної поліції України.
Колективом університету визначено пріоритети, яких він дотримується у своїй діяльності: національно-патріотичне і культурне виховання, здоровий спосіб життя, оволодіння ІТ-технологіями, поглиблене вивчення іноземних мов.
Університет активно співпрацює з поліцейськими установами Швеції, Чехії, Норвегії, США, Туреччини, Хорватії, Польщі, Молдови та ін.
Харківський національний університет внутрішніх справ має високе звання «Флагман освіти і науки України», тричі ставав переможцем Всеукраїнського освітянського рейтингу «Софія Київська», відзначений Почесною грамотою Кабінету Міністрів України, має інші нагороди.

### Наукова діяльність
Основним напрямом наукової діяльності Харківського національного університету внутрішніх справ є проведення досліджень, спрямованих на вирішення завдань практичних підрозділів, які входять до сфери управління МВС України. Реалізація даного напряму науково-дослідної роботи здійснюється відповідно до наказів МВС України від 15.05.2007 № 154 «Про організацію наукової діяльності в системі МВС України», від 16.03.2015 № 275 «Про затвердження Переліку пріоритетних напрямів наукового забезпечення діяльності органів внутрішніх справ України на період 2015—2019 років».
В ХНУВС діють 5 спеціалізованих учених рад із захисту дисертацій на здобуття освітньо-наукового ступеня «доктор філософії» та наукового ступеня «доктор наук».

### Видавнича діяльність
Університет є засновником та видавцем наукових фахових видань — друкованих збірників наукових праць «Вісник Харківського національного університету внутрішніх справ», «Вісник Кримінологічної асоціації України» та журналу «Право і Безпека», а також електронного журналу «Форум права».

### Громадська діяльність
У вищому навчальному закладі на громадських засадах діє Університет культури, в рамках роботи якого відбуваються різноманітні культурно-освітні заходи, зустрічі з видатними митцями Харківщини. Молодь відвідує театри, художні виставки, галереї тощо. В університеті працює багато гуртків художньої самодіяльності, прикладного мистецтва, діє літературна студія. Розкрити свій творчий потенціал курсанти і студенти можуть під час проведення численних культурно-масових заходів: конкурсу «Міс першокурсниця», святкування Дня закоханих, огляду-конкурсу художньої самодіяльності, фестивалю команд КВК, святкових концертів з нагоди державних і професійних свят.

## Навчально-наукові інститути
- Навчально-науковий інститут № 1 (підготовки фахівців для органів досудового розслідування Національної поліції України)
- Навчально-науковий інститут № 2 (підготовки фахівців для підрозділів кримінальної поліції Національної поліції України)
- Навчально-науковий інститут № 3 (підготовки фахівців для підрозділів превентивної діяльності Національної поліції України)
- Навчально-науковий інститут № 4 (підготовки фахівців з інформаційно-аналітичного забезпечення та кібербезпеки Національної поліції України)
- Навчально-науковий інститут № 5
- Інститут післядипломної освіти та заочного навчання
- Кременчуцький льотний коледж
- Сумська філія ХНУВС
  - Центр первинної професійної підготовки «Академія поліції» Сумської філії ХНУВС

## Матеріально-технічна база
Діють навчально-тренувальні полігони — криміналістичний, відділ поліції, центр боротьби з кіберзлочинністю та моніторингу кіберпростору, 100-метровий стрілецький комплекс, центри корекційної та психодіагностичної діяльності, гендерної освіти, кабінет педагогічної майстерності для молодих викладачів, кабінет для навчання курсантів майстерності водія, виставкова зала, музей університету, відкрито Центр Українсько-Польського розвитку. Працюють унікальні навчальні аудиторії — зала судових засідань, «зелена кімната» для надання психологічної допомоги постраждалим від насильства, юридична клініка, в якій курсанти і студенти університету надають безоплатну правову допомогу населенню.

## Спортивна база університету
Борцівські, тренажерні та спортивні зали, літній багатофункціональний спортивний комплекс, який включає в себе майданчики для виконання гімнастичних вправ, гри в міні-футбол, волейбол і баскетбол та смугу перешкод. Відкрито тренувально-спортивний комплекс стадіон «Динамо-Арена», який побудовано за сучасними європейськими стандартами. Він є багатофункціональним спортивним майданчиком для проведення тренінгів і занять зі спеціальної фізичної й тактичної підготовки. Проводити навчальні заняття та грати у футбол тут можна за будь-якої пори року. Стадіон обладнаний сучасним освітленням і синтетичним покриттям, є прес-центр, центр психологічної допомоги, душові та роздягальні.